# Ust-Schtschuger
Ust-Schtschuger (russisch Усть-Щу́гер, auch Усть-Щугор/Ust-Schtschugor; Komi Тшугӧр) ist ein Dorf in der Republik Komi (Russland) mit 27 Einwohnern (Stand 14. Oktober 2010).

## Geographie
Ust-Schtschuger liegt im Uralvorland am linken Ufer der dort etwa 500 Meter breiten Petschora, etwa zwei Kilometer unterhalb der Einmündung des namensgebenden, rechten Nebenflusses Schtschugor (Ust-Schtschugor bedeutet Schtschugor-Mündung).
Ust-Schtschuger ist eines der drei Dörfer der Landgemeinde Ust-Sopleskoje selskoje posselenije (Усть-Соплеское сельское поселение) des Rajons Wuktyl. Dessen Zentrum, die Kleinstadt Wuktyl, liegt etwa 50 km westsüdwestlich des Dorfes, der Sitz der Landgemeinde, das Dorf Ust-Soplesk, gut 10 km nördlich.

## Klima
Am 31. Dezember 1978 wurden in Ust-Schtschuger −58,1 Grad Celsius gemessen; damit ist es der Punkt mit der bisher tiefsten registrierten Temperatur in Europa.